# Mummucina
Mummucina es un género de arácnido  del orden Solifugae de la familia Mummuciidae.

## Especies
Las especies de este género son:
- Mummucina colinalis Kraus, 1966
- Mummucina exlineae Mello-Leitão, 1943
- Mummucina masculina Lawrence, 1954
- Mummucina romero Kraus, 1966
- Mummucina titschacki Roewer, 1934